# Ischyja
Ischyja is een geslacht van vlinders van de familie spinneruilen (Erebidae), uit de onderfamilie Catocalinae.

## Soorten
- I. albata Felder, 1874
- I. anna Swinhoe, 1902
- I. copicolor Prout, 1926
- I. ebusa Swinhoe, 1902
- I. euryleuca Prout, 1932
- I. ferrifracta Walker, 1864
- I. gynnis Prout
- I. hageni Snellen, 1885
- I. hemiphaea Hampson, 1926
- I. inferna Swinhoe, 1902
- I. kebeae Bethune-Baker, 1906
- I. manlia Cramer, 1776
- I. manlioides Prout, 1928
- I. neocherina Butler, 1877
- I. paraplesius Rothschild, 1920
- I. recta Swinhoe, 1902